# 브란스코

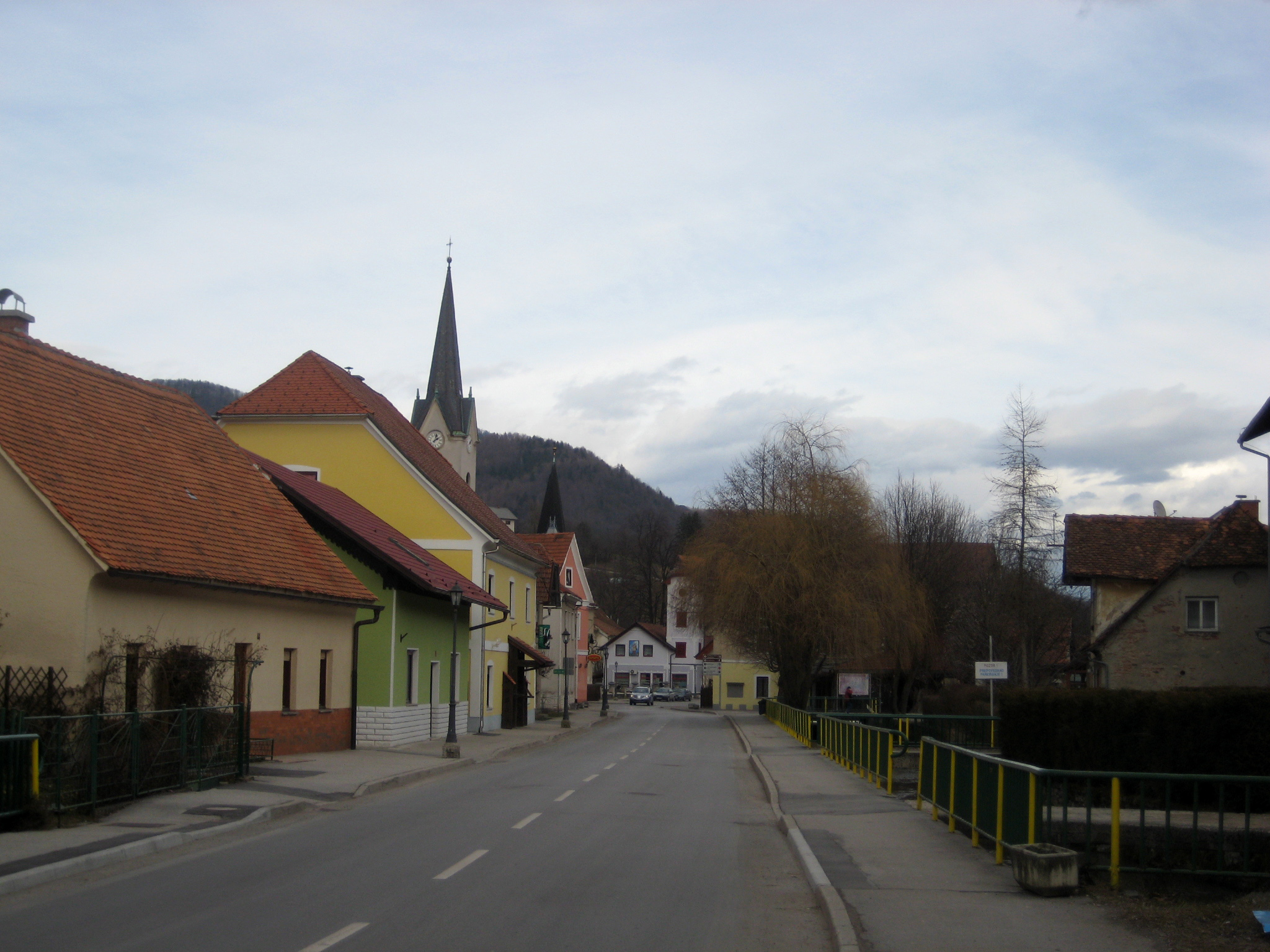
브란스코

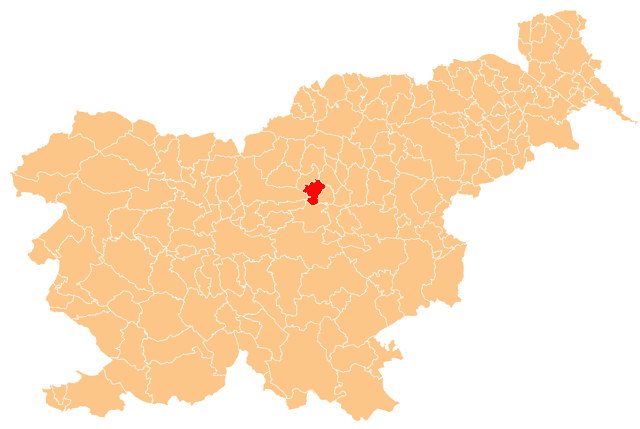
브란스코의 위치

브란스코(슬로베니아어: Vransko)는 슬로베니아의 도시로 면적은 53.3km2, 인구는 2,457명(2002년 기준), 인구 밀도는 46.1명/km2이다.